# Нидерландские Антильские острова на летних Олимпийских играх 1964
Нидерландские Антильские острова принимали участие в Летних Олимпийских играх 1964 года в Токио (Япония) в третий раз за свою историю, но не завоевали ни одной медали.